# عبد القادر الجبارين
عبد القادر الجبارين (1958-) هو مؤرخ وباحث فلسطيني، ولد في بلدة سعير درس الإبتدائية والثانوية فيها وحصل على درجة البكالوريس عام 1981 من جامعة بيرزيت بتخصص العلوم السياسية، ثم حصل على الماجستيرعام 1985 بأطروحة بعنوان "العلاقات بين منظمة التحرير الفلسطينية ومصر والأردن" من جامعة الينوي في الولايات المتحدة، وفي عام 1988 حصل على الدكتوراة في التاريخ العربي المعاصر من الجامعة نفسها، وفي الفترة الواقعة ما بين 1981-1983عمل باحثاً ومساعداً أكاديمي في جامعة بيرزيت وجامعة الينوي خلال الفترة (1981-1983)، ثم عاد إلى فلسطين وعمل محاضراً في جامعة الخليل بقسم التاريخ حتى الآن. ويشغل حالياً منصب عضو مجلس أمناء جامعة بوليتكنك فلسطين.

## إنجازته
من أهم الأبحاث التي أعدها الجبارين:
1. الرئيس الأمريكي ترومان والقضية الفلسطينية.
2. تطبيق مهارات التفكير النقدي على تعليم الوثائق التاريخية.
3. النشاط الإستيطاني الإسرائيلي في محافظة الخليل بعد اتفاقية اوسلو.
4. المرأة المقدسية في مطلع القرن الثامن عشر في ضوء سجلات محكمة القدس الشرعية.
5. كتاب الجدار الفاصل ما بين الإرث التاريخي والجيوبوليتيكا، عام 2010.